# 白嶺 (探査船)
白嶺（はくれい）は、石油天然ガス・金属鉱物資源機構（JOGMEC）が保有する海洋資源探査船である。
日本周辺海域の海洋資源の調査、開発を目的とする。同名の資源探査船としては、金属鉱業事業団が建造した白嶺丸、第2白嶺丸に続く3代目となる。政府の海洋鉱物資源開発政策に基づき設立された海洋技術開発株式会社が、運航業務、調査支援業務を受託している。

## 概要
1980年に就航した先代の資源探査船である第2白嶺丸は、船齢30年以上となり老朽化していること、掘削能力、定点保持能力が限定的で、調査能力に限界があること、船内空間の余裕がなく大型調査機器、生態系調査設備などが搭載困難であることなどから代替が必要となった。2008年3月に閣議決定された海洋基本計画に海洋調査船の新造が盛り込まれ、平成21年度補正予算において予算化された。
提案公募の結果、2010年1月23日に三菱重工業と建造契約が締結され、同年7月8日に三菱重工業下関造船所で起工式が執り行われた。その後、2011年3月23日に進水、先々代・先代の船名を踏襲して白嶺と命名された。引き続き船内設備などの工事を行い、2011年1月31日に竣工、JOGMECへ引き渡され翌月に就航した。
日本船舶海洋工学会の主催するシップ・オブ・ザ・イヤー2012では、「技術の独創性・革新性と完成度」が評価され、2005年のちきゅう以来となる技術特別賞を受賞した。

## 特徴

### 船体
船首楼型の船型で、船体の船首側に居室や研究室、操舵室などが配置されている。機関室は船体中央部に設けられており、ファンネルは左舷に寄せて設置されている。
船体中央部にはムーンプール（開口部）が設けられており､底部には、ソナードームが設置されている。ムーンプール上部には、調査機器を吊り下げるガイド装置付ハンドリングタワー、または船上設置型ボーリングマシンを選択して装備する。調査機器用の専用ウインチを10台備えており、5台は、海底着座型掘削装置（最大水深：3,000 m・掘削能力：50 m）等の吊り下げ型大型調査機器に対応した自動緩衝機能付高性能電動観測ウィンチとなっている｡
船尾側は調査作業甲板となっており、調査機材の搭載のため、スライド式移動台車2基、各種クレーンなどを装備する。作業甲板は木甲板で、機材固定用の埋込みボルト孔が配置されている。船尾の大型クレーンからは、吊り下げ式の大型調査機器の運用が可能である。
暴露部にはステンレスを多用し、メンテナンス性の向上とライフサイクルコストの低減を図っている。

### 調査機器

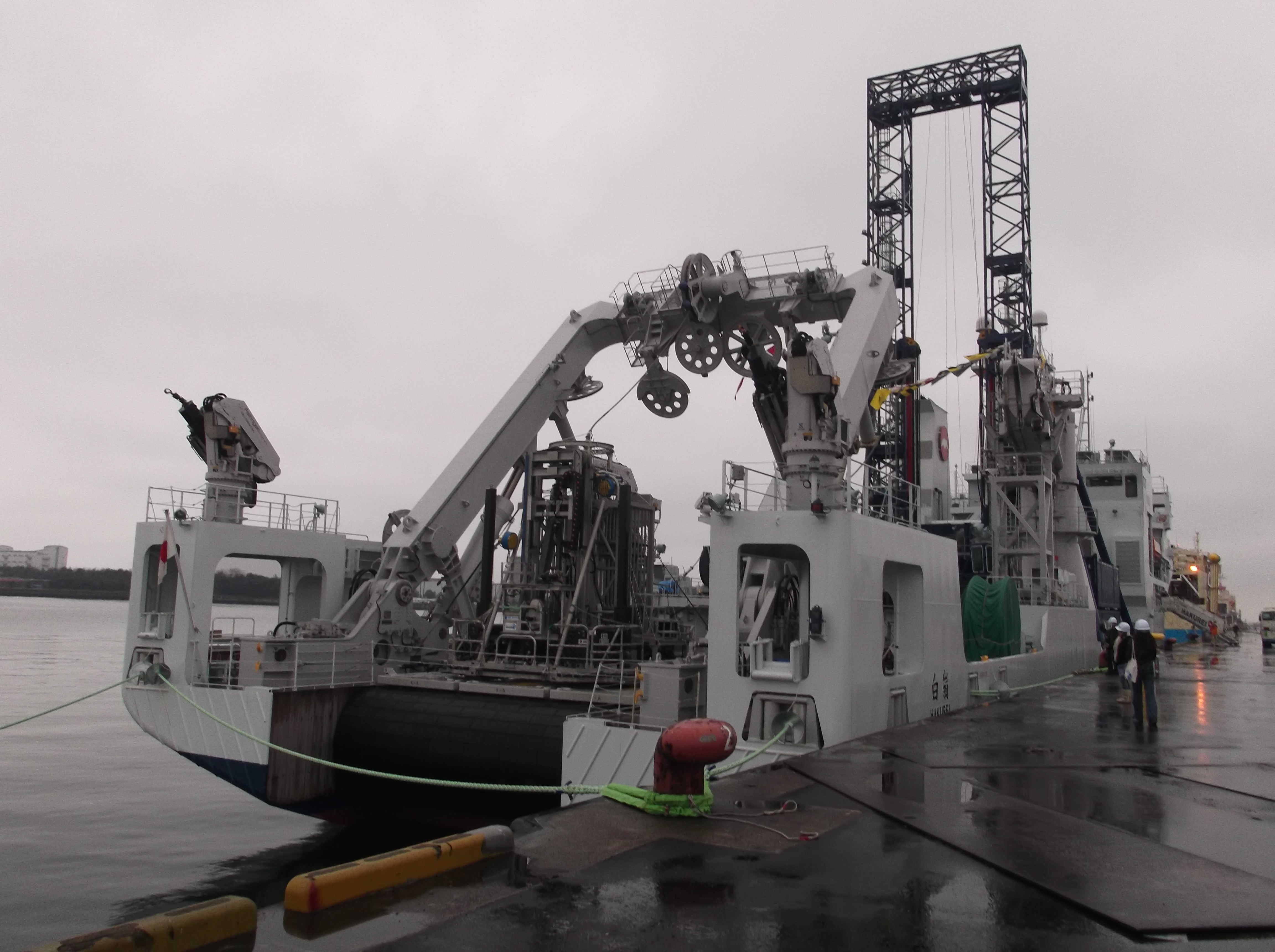
船上設置型掘削装置を搭載した白嶺の船尾

海底着座型、船上設置型の2種類のボーリングマシン（掘削装置）を搭載する。海底着座型は、船体から本体をケーブルで吊り下げて海底に設置して掘削を行う装置で、第2白嶺丸で使用していた最大深度6,000 m、掘削長20 mの従来機と、最大深度3,000 m、掘削長50 mの新型機を搭載する。船上設置型は、船上に設置した本体から掘削パイプを海底面に伸ばし掘削を行う装置で、最大深度2,000 m、掘削長は400 mである。船上設置型の搭載により、海底着座型が使用できない急峻な地形の海底熱水鉱床における調査や、メタンハイドレートが存在する大深度での掘削調査が可能となった。
このほか、海底の試料を採取するパワーグラブ、二次元物理探査用エアガン、サイドスキャンソナー、遠隔操作無人探査機（ROV）などを搭載する。

### 機関・推進装置
長時間の掘削調査を行うための高精度な定点保持機能と、音波を使用する探査機器へ影響を与えないための水中放射雑音低減に主眼を置いた構成となっており、機関はディーゼル・エレクトリック方式、推進器はアジマススラスターが採用された。アジマススラスタ×2基、バウスラスタ×3基（昇降旋回式×1基、トンネル式×2基）の推進器と、自動舶位保持装置（DPS）の装備により、強力な定点保持能力を有する｡水中放射雑音低減のため、大直径・低速回転型のハイスキュープロペラを採用、発電機は2重防振支持、各種機器や配管も防振支持となっている。
抵抗の少ない船型と電気推進システムの採用により、燃費向上及び二酸化炭素や窒素酸化物の排出抑制を図り、環境負荷を低減している。国際海事機関の環境基準に対応した廃油処理装置、焼却装置などを搭載、将来的に適用となる国際海洋汚染防止条約、バラスト水管理条約、シップリサイクル条約などの各種国際条約に対応した仕様となっている。

## 画像

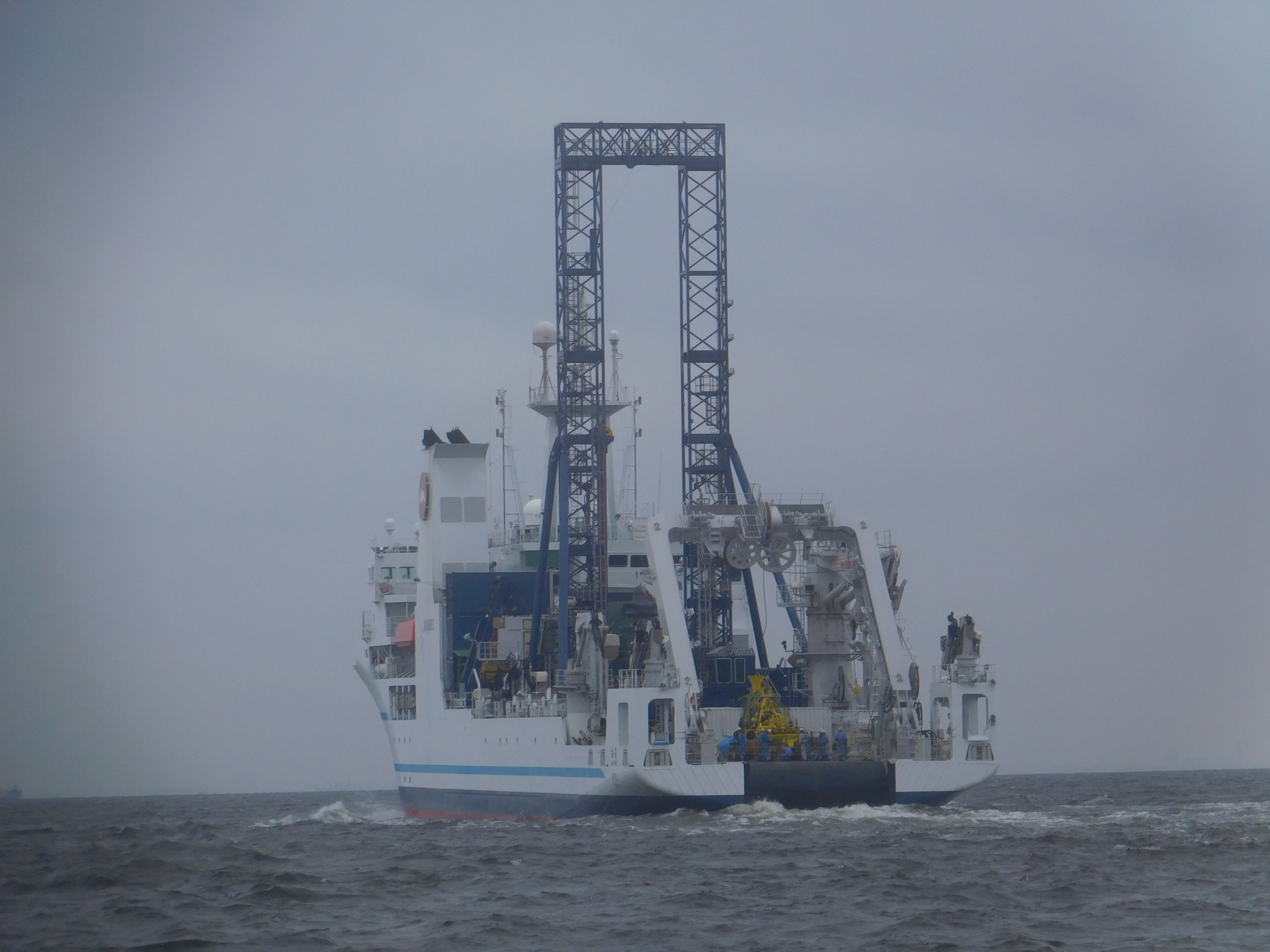
後ろ姿、東京湾で撮影
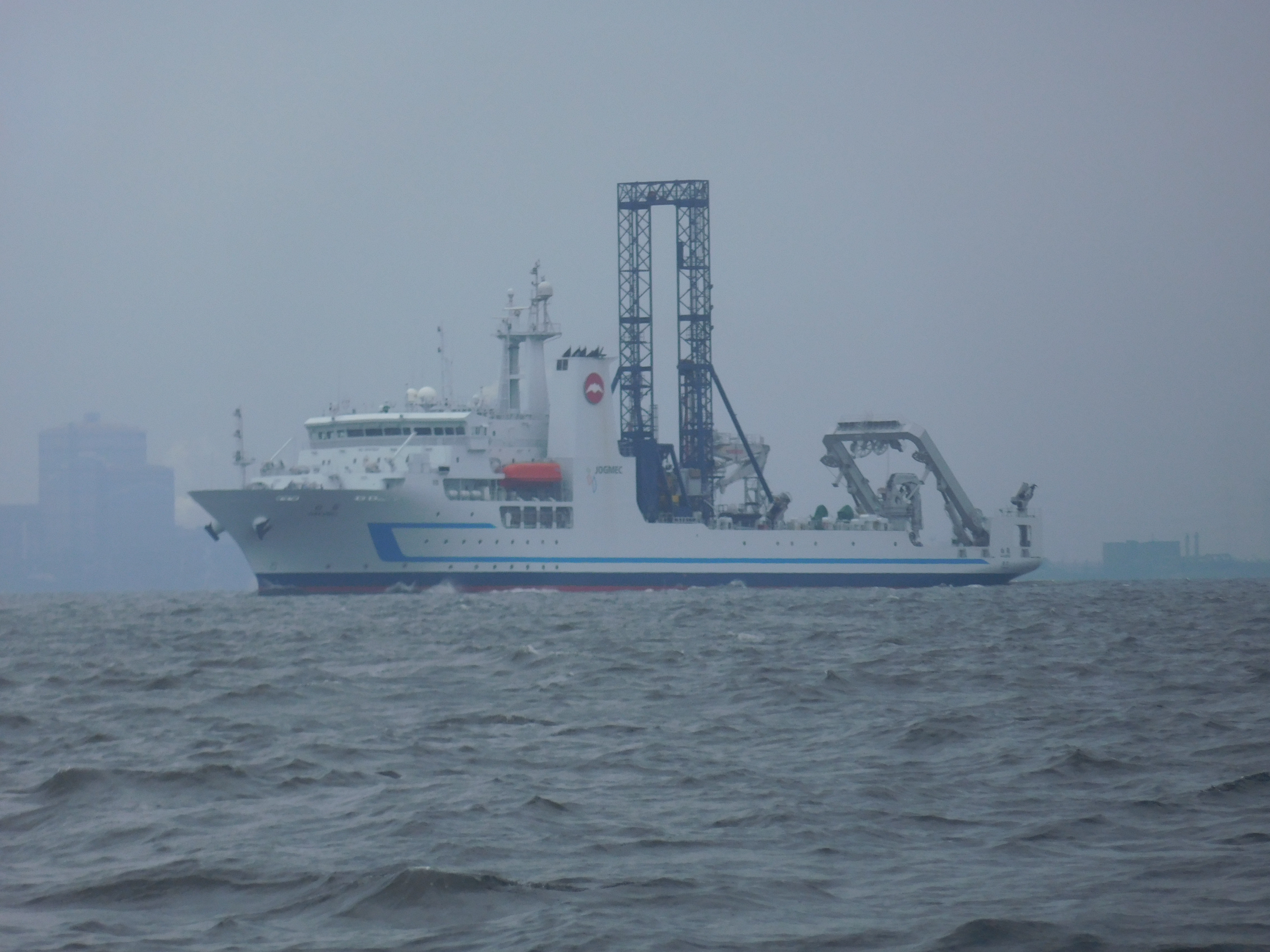
東京湾で撮影
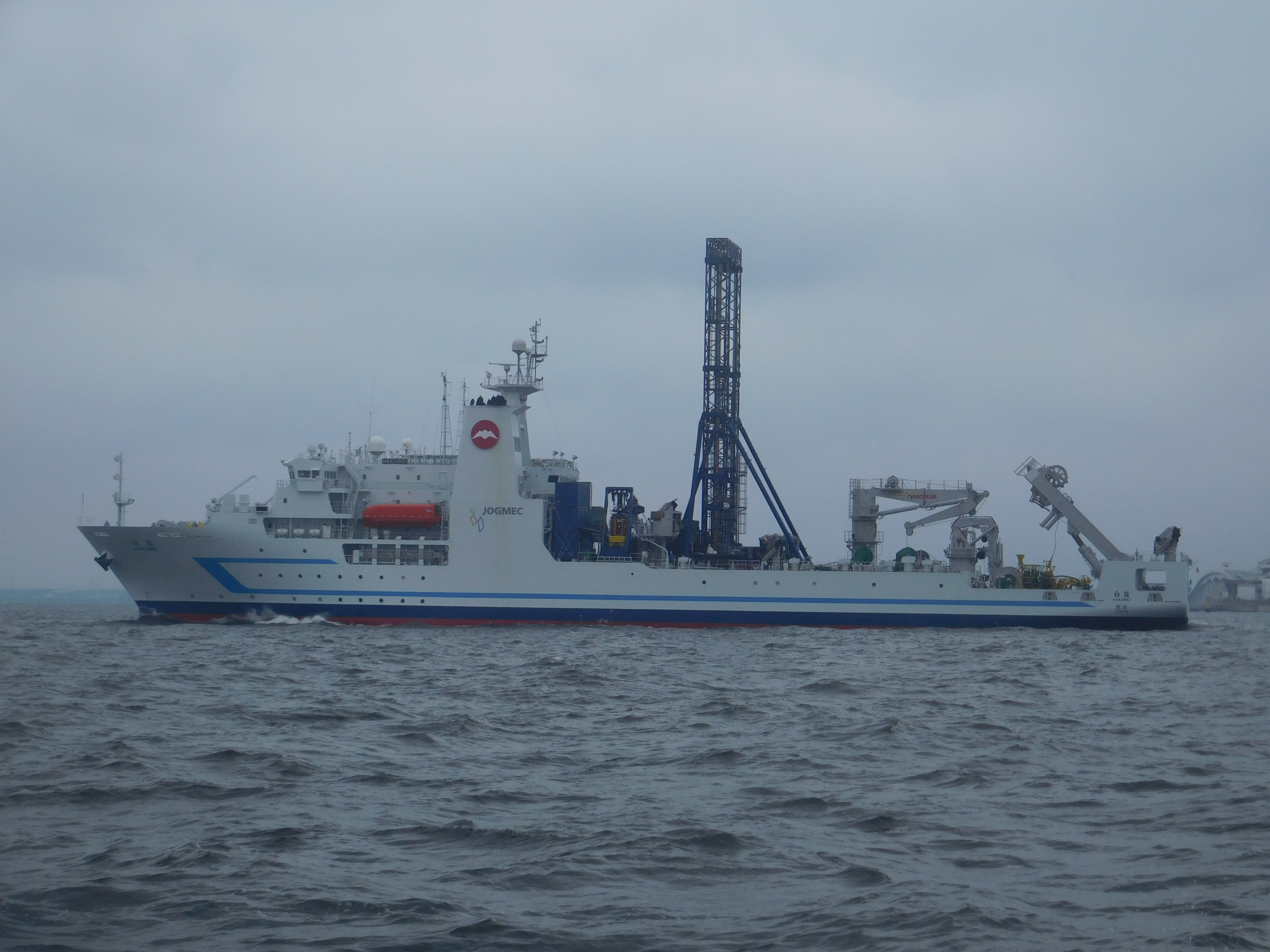
横からの姿、東京湾で撮影